# I miti musica (Stadio)
I miti musica è la quinta raccolta degli Stadio, pubblicata dalla BMG Ricordi (catalogo 74321 62633 2) nel 2000.

## Il disco
La serie "I miti musica" era destinata alla vendita nelle edicole e comprendeva, oltre al CD, un fascicolo con guida all'ascolto e biografia dell'artista. Tutti i CD, con l'aggiunta di altri titoli, vennero ristampati nel 2003 per la vendita nei negozi.

## Tracce
Gli autori del testo precedono i compositori della musica da cui sono separati con un trattino.
L'anno è quello di pubblicazione dell'album che contiene il brano.
1. Chiedi chi erano i Beatles – 5:08 (testo: Norisso – musica: Gaetano Curreri) – 1984
2. Grande figlio di puttana – 4:54 (testo: Lucio Dalla, Gianfranco Baldazzi – musica: Giovanni Pezzoli, Gaetano Curreri) – 1982
3. Chi te l'ha detto? – 4:47 (testo: Lucio Dalla, Gianfranco Baldazzi – musica: Gaetano Curreri) – 1982
4. Acqua e sapone – 4:33 (testo: Vasco Rossi – musica: Gaetano Curreri) – 1984
5. Non sai cos'è – 4:09 (testo: Luca Carboni – musica: Gaetano Curreri) – 1984
6. Allo stadio – 3:39 (testo: Luca Carboni – musica: Gaetano Curreri) – 1984
7. Ba... ba... ballando – 4:15 (testo: Luca Carboni – musica: Gaetano Curreri) – 1984
8. La faccia delle donne (feat. Vasco Rossi) – 3:44 (testo: Vasco Rossi, Ambrogio Lo Giudice – musica: Gaetano Curreri) – 1984
9. Canzoni alla radio – 4:25 (testo: Luca Carboni – musica: Ricky Portera, Gaetano Curreri) – 1986
10. È stato bellissimo – 3:43 (testo: Roberto Casini, Roberto Francia – musica: Gaetano Curreri) – 1986

## Formazione
Gruppo
- Gaetano Curreri – voce, tastiera
- Fabio Liberatori – tastiera (1-8)
- Ricky Portera – voce, chitarra, tastiera (tracce 9 e 10)
- Marco Nanni – voce, basso
- Giovanni Pezzoli – batteria

Altri musicisti
- Davide Romani – basso aggiuntivo (traccia 4)
- Enzo Soffritti – tromba (traccia 5)
- Sandro Comini – trombone (traccia 5)
- Mauro Malavasi – flicorno (traccia 5)
- Rudy Trevisi – sassofono tenore, arrangiamento e direzione (traccia 5)
- Lucio Dalla – cori (tracce 6 e 8)
- Maurizio Giammarco – sax (traccia 7)